# تلفورد (تنسی)
تلفورد(به انگلیسی: Telford) شهری در ایالت تنسی کشور ایالات متحده آمریکا است که جمعیت آن در سرشماری سال ۲۰۱۰ میلادی، ۹۲۱ نفر بوده‌است.